# 武井弘一
武井 弘一（たけい こういち、1971年 - ）は、日本史学者、琉球大学教授。

## 経歴
熊本県生まれ。東京学芸大学大学院修士課程修了。千葉敬愛高等学校教諭・東京学芸大学附属高等学校大泉校舎教諭を経て、2008年琉球大学法文学部准教授。2022年琉球大学国際地域創造学部教授。NHK高校講座日本史を担当。2016年『江戸日本の転換点』で河合隼雄学芸賞受賞。専門は日本近世史。

## 著書

### 単著
- 『鉄砲を手放さなかった百姓たち 刀狩りから幕末まで』朝日選書 2010
- 『江戸日本の転換点 水田の激増は何をもたらしたか』NHKブックス 2015
- 『茶と琉球人』岩波新書、2018

### 共編著
- 『東京の道事典』吉田之彦,渡辺晋,樋口州男共編 東京堂出版 2009年
- 『書き換えられる日本史 再検証史料が語る新事実』村岡薫,戸川点,樋口州男,野口華世,藤木正史共編著 小径社 2011年
- 『イワシとニシンの江戸時代-人と自然の関係史』吉川弘文館　2022年　ISBN　9784642084055

## 論文
- <武井弘一